# 市镇 (塞浦路斯)
市镇是塞浦路斯的第二级行政区划之一（另一种为社区）。现今塞浦路斯共有39个据1985年市镇法而运作的市镇。

## 地方政权
塞浦路斯有两个类型的的地方政权：市镇和社区。这两个地方政权形式由不同的法律来管理。原则上，市镇是城市和旅游度假区域的地方政权形式，社区则是乡村地区的地方政权形式。

## 市镇运作
任何社区经过地方公投且经内阁批准后可以成为市镇，必须满足的条件是人口数量超过五千人，或者其经济资源能够支持市镇运作。自1974年土耳其入侵及占领北塞浦路斯后，九个市镇暂时迁往南部自由地区，并保留其法律地位。
市长由市镇居民在单独的直选中产生，任期为5年，为市镇的行政当局。市长在法庭中及在中央政府前代表市镇，并主持市议会的会期、行政委员会的会议及其它任何市镇委员会。市长执行市议会的决定，并负责其指导和监督的市镇服务。
市议会是市镇的决策机构，由市镇居民直选产生，任期为5年。市议会选举与市长选举分别举行。市议会任命行政委员会的成员。行政委员会的职责包括起草市镇预算和年度财政报告、为市长履行其职责提供帮助及建议、协调市议会任命的其它委员会的工作、执行市议会或市长委托的其它任务。市议会还可以设立具有协商角色的特设或常务委员会。
根据法律，市镇的主要责任是街道的修建维护及照明、垃圾收集处理、环境保护及改善、辖区的美化、花园公园的设立开发及维护、公共卫生保健等。根据其财政实力，市议会有权推广包括艺术、教育、体育和社会服务在内的各种活动和事务。除了市镇法之外，其它法律也赋予市镇各种重要权力，例如街道房屋管理法、城镇规划法、民事婚姻法、以及污水处理法等。
市镇的主要收入来源为市镇税收、各种费用和关税（职业税、不动产税、旅店住宿税、各种许可和执照的费用、各种罚款等），以及来自中央政府的补贴。来自中央政府的赠款和补贴在市镇收入中所占的百分比很小。中央政府经常为市镇承担的基建项目拨款，但一般要看每个项目的具体情况。市镇的年度预算须经内阁批准，其财务报表每年得由共和国总审计师核查。市镇的贷款也须得到内阁的批准。

## 市镇联盟
塞浦路斯市镇联盟成立于1981年。尽管联盟的成员资格是自愿的，但现在所有市镇（占塞浦路斯总人口的65%）都加入该联盟。市镇联盟的主要功能是推动地方政府自治，以及在面对中央政府和其它国家机构时代表地方政府的利益。联盟在推动塞浦路斯和欧盟的关系也发挥积极影响。
市镇联盟的决策机构时联盟大会。执行委员会执行联盟大会的决定。联盟主席在任何当局机构前代表联盟，而秘书长则对联盟的日常事务负责。